# فوسا جونيورز
نادي فوسا جونيورز لكرة القدم أو ببساطة فوسا جونيورز ، نادي كرة قدم من مدغشقر، تم تأسيسه عام 2016. متمركزًا في مدينة ماهاجانجا في الشمال الغربي لمدغشقر، يلعب الفريق في الدوري الملغاشي،. حاز النادي على كأس مدغشقر لأول مرة في 2017، وحصل على لقبي الكأس والدوري في 2019.

## التاريخ
حقق الفريق إنجازًا مهمًا في كرة القدم المحلية عندما فاز على فريق أدو دين هاج الهولندي في مباراة ودية بنتيجة 1-0، كأول فريق ملغاشي يفوز على فريق أوروبي.

## الهياكل
يستقبل الفريق في ملعب رابيمانانجارا منذ إنشائه سنة 2016 و هو نفس ملعب مباريات الفريق الوطني الملغاشي، ويتدرب في ملعب ألاروبيا الموجود في حي ايفاندري.

## البطولات

### بطولة مدغشقر
2019

### كأس مدغشقر
2017, 2019